# Instinto incontrolado
Instinto incontrolado (título original: Shattered Mind) es un telefilme estadounidense de drama y suspenso de 1996, dirigido por Stephen Gyllenhaal, escrito por Thomas Baum, musicalizado por Kurt Wortman, en la fotografía estuvo John J. Campbell y el elenco está compuesto por Heather Locklear, François Chau y Maggie Gyllenhaal, entre otros. Este largometraje fue realizado por Jaffe/Braunstein Films y se estrenó el 27 de mayo de 1996.

## Sinopsis
Suzy está casada y tiene dos hijas chicas. Desde que su padre falleció, su trastorno de identidad disociativo empeoró, complicándola más aún, y también a su familia.